# Lee Addy
Lee Addy (Accra, 7. srpnja 1990.) bivši je ganski nogometaš. 

## Vanjske poveznice
- Profil national-football-teams.com (engl.)